# Industrialización de Japón
Japón y su historia económica se estudia con gran detalle desde el siglo XIX a partir de la restauración Meiji (cambio en la estructura política y social). Este país logró convertirse en la primera potencia mundial contemporánea no europea o norteamericana (en el caso de los Estados Unidos). Este cambio se dio gracias a la integración relativamente tardía de las medidas industrializadoras que nacieron un siglo atrás.
El desarrollo económico, que transformó a Japón en un país industrial, es considerado un fenómeno que se asienta firmemente hasta después de la guerra del Pacífico, pero sus inicios van desde décadas antes. La industrialización nace en 1868, un año de gran cambio político, cuando la llamada restauración Meiji tiene lugar en la historia y surge un nuevo gobierno decidido a tomar decisiones progresistas y capitalistas modernas orientadas hacia el bienestar y superación nacional. Posteriormente hubo momentos recesionistas y violentos que forzaron a Japón a adoptar nuevos sistemas, hacer relaciones con otros grupos de gran poder, integrarse en dos Guerras Mundiales y, finalmente, recuperarse de la devastación vista en la Segunda Guerra Mundial y llegar a su auge en el periodo denominado Milagro Japonés.
Además, este párrafo siguiente es muy importante para saber de este país:
Japón es la tercera potencia industrial, a pesar de tener pocos recursos naturales.
La peculiar mentalidad hacia el trabajo, una agresiva política que se encuentra entre los primeros productores de automóviles, equipos electrónicos, barcos y acero.
La principal región industrial es el eje Tokyo—Yokohama

## Era Meiji
La revolución industrial apareció por primera vez en la industria textil, incluido la del algodón y la seda en especial, que se basó en los talleres de casas en zonas rurales. Por la década de 1890, los textiles japoneses dominaron los mercados nacionales y compitieron con éxito contra los productos británicos en China e India, así, comerciantes japoneses estaban compitiendo con los europeos para llevar estos productos a través de Asia e incluso a Europa. Al igual que en Occidente, las fábricas textiles emplearon principalmente a las mujeres, la mitad de ellos menores de veinte años. Japón superó en gran medida la fuerza del agua y se trasladó directamente a molinos accionados por vapor, que eran más productivos, y que creó una demanda de carbón. 
Para promover la industrialización, el gobierno decidió que el sector privado estaba mejor equipado para estimular el crecimiento económico. El mayor papel del gobierno era ayudar a proporcionar las condiciones económicas en las que las empresas podrían prosperar. En resumen, el gobierno iba a ser la guía, y los negocios, el productor. En la era Meiji, el gobierno construyó fábricas y astilleros que fueron vendidos a los empresarios a una fracción de su valor. Muchos de estos negocios crecieron rápidamente en los conglomerados más grandes. El gobierno surgió como principal promotor de las empresas privadas, la promulgación de una serie de políticas pro-empresariales.
El desarrollo de la banca y la dependencia de la financiación bancaria han estado en el centro del desarrollo económico japonés, al menos desde la era Meiji.
Uno de los mayores impactos que la era Meiji trajo fue el fin del sistema feudal. Con una estructura social relativamente flexible, los japoneses fueron capaces de avanzar a través de los rangos de la sociedad con mayor facilidad que antes. Fueron capaces de hacer esto mediante la invención y la venta de sus propios productos. Lo más importante fue el hecho de que el pueblo japonés ahora tenía la capacidad de llegar a ser más educado. Con una población más educada, el sector industrial de Japón creció significativamente. La implementación del ideal occidental del capitalismo en el desarrollo de la tecnología y su aplicación a sus militares ayudaron a hacer de Japón en tanto una potencia militarista y económica a principios del siglo XX.
En la era Meiji, los líderes inauguraron un nuevo sistema de educación basado en el occidental para todos los jóvenes, enviaron a miles de estudiantes a los Estados Unidos y Europa y contrataron a más de 3.000 occidentales para enseñar la ciencia moderna, las matemáticas, la tecnología y las lenguas extranjeras en Japón. El gobierno también construyó ferrocarriles, caminos mejorados, e inauguró un programa de reforma agraria para preparar al país para un mayor desarrollo.
Ganar dos de las principales guerras coloniales en Asia hizo que Japón fuera tan poderoso como el resto de los países occidentales. Ayudó a Japón a asegurar su mercado asiático y a eliminar las desigualdades en los tratados con el mundo desarrollado.
La enorme indemnización obtenida al ganar la primera guerra sino-japonesa (1894) ayudó a Japón a desarrollar rápidamente sus industrias como la industria de guerra, las finanzas y el comercio. Además, promovió que Japón adoptara el estándar de oro internacional para que pudiera ponerse de pie sobre la misma base al negociar con los países occidentales. Como permitió a Japón asegurar el mercado coreano y mejorar las formas de llegar al mercado chino, la economía japonesa floreció. Bancos, empresas y fábricas se establecieron en todas partes. Especialmente la industria de la hilandería lideró la economía.
Después de la guerra ruso-japonesa (1904), la industria pesada como la construcción naval dio un salto. Como resultado, la industria se convirtió en el poder de mantener su economía creciente. Además, después de las guerras, cuando Japón exportó algodón a China y Corea, e importó arroz de Corea y Taiwán, el papel de las colonias japonesas en la economía siguió aumentando.
Siendo el sector más importante de la economía, la agricultura fue la clave de su crecimiento económico. A pesar de que gran parte de la población rural se trasladó a las zonas urbanas y se convirtió en consumidores a medida que la economía se desarrolla, el rápido crecimiento de la producción podría satisfacer la demanda. Especialmente la introducción de las nuevas variedades de arroz ayudó al aumento. Además, una gran cantidad de importaciones de arroz de Corea y Taiwán, como se mencionó anteriormente, ayudó al suministro.
Sin embargo, la tasa de crecimiento de la agricultura no fue tan rápida como la de la industria. Además, la mayoría de los beneficios fueron hechos a los terratenientes, haciendo a los campesinos vivir en una condición más pobre y moverse a las ciudades y formar la clase social baja.

## Primera Guerra Mundial y período de entreguerras
Posterior a la reforma Meiji, alrededor de principios de la tercera década del siglo XX, Japón experimenta un crecimiento económico masivo y se establece firmemente como un país capitalista. Su economía continuó en desarrollo a pesar de la guerra con Rusia y posteriormente la Primera Guerra Mundial. Su inflación estaba controlada, no demasiado baja para reflejar estancamiento y verse relegada de nuevo y no muy alta como para dar precedentes a una crisis. La devaluación moderada del yen estimuló la producción y las exportaciones. A pesar de este progreso, no se vio un crecimiento realmente acelerado (que se mezcló con deflaciones y periodos de inestabilidad económica) hasta el periodo entre guerras cuando creció la industria pesada y química y cuando la urbanización trajo incursiones.
A pesar de las medidas tomadas por el gobierno en la reforma Meiji al final del siglo XIX, no se alcanzó gran progreso en el periodo introductorio de las máquinas. Tan solo en la industria del hilado, la de más alta prioridad, la producción proveniente de maquinaria comprendió solo una pequeña parte de la producción total, aproximadamente un 25% en el último cuarto de siglo. No obstante, posteriormente en la industria del papel, el acero y la de construcción de navíos, la producción maquinaria creció. El impacto fue pequeño pero exponencial e importante, dando paso a una nueva era que transiciona.
La reorganización de los consorcios monopólicos tuvo lugar poco después de 1910 y 1920. Los consorcios monopólicos sirvieron para crear nuevos campos industriales, como el dedicado al comercio exterior.
El problema más grande durante la guerra era el desequilibrio entre la oferta y la demanda que agudizó la inflación. Entre 1916 y 1917 se dio preferencia a la exportación lucrativa y se rezagó la atención a la demanda interna. El monopolio de la industria ligera provocó ese aumento en la exportación.
El otro problema era la dificultad de importar lo suficiente para satisfacer la demanda elevada. Hasta la guerra, Japón no había logrado ser independiente en la industria pesada. En vista de esta situación, el resultado de la súbita suspensión de importaciones fue el nacimiento de la producción nacional.
Estados Unidos y Europa recuperaron la fuerza para exportar terminando la Primera Guerra Mundial, lo que condujo al aumento de importaciones por parte de Japón y se renovó la competencia en los mercados de Asia y África. Las exportaciones no lograron aumentar, hubo salida de divisas y el financiamiento se contrajo.
Después de la Primera Guerra Mundial y antes de la segunda y los primeros nuevos levantamientos, la agricultura continuó jugando un rol vital en la industrialización, no por crecer sino porque empezó a ser desplazada. Las razones de este desplazamiento son tres principalmente:
- El sector industrial se volvió menos dependiente de ella ya que la provisión de alimentos se concentraba en las colonias adquiridas recientemente: Taiwán y Corea.
- La producción agrícola ya no se usaba para la adquisición de divisas extranjera.
- La contribución financiera de la agricultura a la industria decreció a pesar del incremento en impuestos a los hogares agrícolas y las fábricas aprendieron a ser autosuficientes y conseguir presupuesto de inversores privados. En 1936, la agricultura solo componía un máximo de 20% de las ganancias nacionales.[6]

La economía japonesa de esta década era bastante dependiente de materia prima extranjera. A pesar de medidas tomadas, asegurar una fuente base estable de recursos no fue una medida que se dio tan naturalmente como el gobierno tenía planeado. En exportaciones, se alzó impresionantemente la de bienes industriales ligeros tales como el algodón, la seda, las prendas manufacturadas y el rayón. De esto se intuye que la industria ligera se convirtió en el sector dominante a pesar de que era menos importante en relación con la industria pesada.
Posteriormente, el progreso de la industria pesada, rezagada por la hegemonía de la opuesta, intensificó la concentración económica, más notablemente en el área de finanzas. Después de la Primera Guerra Mundial el número de bancos empezó a declinar (aunque estabiliza temporalmente en los años veinte) y se dieron numerosas bancarrotas corporativas, los bancos acumularon deudas y algunos se convirtieron financieramente insolventes. Durante la década de los 30, mucha gente estaba desilusionada con la sociedad capitalista; todo parecía ir en dirección a una revolución y una transición acelerada al socialismo con el que se idealiza para reemplazar el ahora desconfiado sistema capitalista. Todo culminó en la crisis de 1927 cuando aproximadamente 30 bancos cerraron sus puertas y el gobierno declaró una moratoria en deudas. La pobre administración bancaria continuó los siguientes años y para el final de este periodo (1936), ya estaba establecida una muy clara predominancia de los grandes bancos que sobrevivieron como Mitsui, Mitsubishi, Sumitomo y Yasuda.
La concentración en la emisión de productos pesados es una parte importante del desarrollo de este periodo, mas no característico para la economía japonesa. La concentración es esperada a partir de este momento ya que el alto nivel relativo tecnológico y la gran cantidad de capital necesaria fueron oligopolios dominados por unas pocas compañías gigantes. En ese momento la concentración no era atractiva por el ya mencionado auge de los materiales ligeros.
Esto era un problema, pero lo que se volvió realmente alarmante fue que muchos zaibatsu (conglomerados controlados familiarmente) comenzaron a ejercer una gran influencia económica. A través de la propiedad corporativa, controlaban empresas financieras, mineras, industriales y sectores económicos. Estos zaibatsu no surgieron espontáneamente, sino de manera sutil y gradual y precedían desde la era Meiji. No se dieron a notar hasta la posguerra. Los zaibatsu tenían la característica de ser cerrados en cuanto que eran consorcios familiares y podían depender en su mayor parte de su propia acumulación interna como fuente de financiamiento para la formación de capitales.
El gobierno, en lugar de tomar medidas para reducir el poder económico de los zaibatsu, apoyó su crecimiento por medio de subsidios, tarifas proteccionistas y la aprobación de la formación cartelaria. Cuando el gobierno deseaba expandirse en la industria pesada por motivos militares (se preparaban para la nueva Gran Guerra), la relación entre este y los zaibatsu evolucionó en organizaciones político-económicas de gran poder.

## Segunda Guerra Mundial y ocupación estadounidense
Este periodo puede ser considerado el de los años anormales en la historia moderna económica de Japón. La primera fase de este periodo comprendido los años de la guerra y el comienzo del brote violento contra China en 1937 (que perduró por 8 años más) y, la segunda, la ocupación de los Aliados (que comenzó con la rendición de Japón) hasta 1952 cuando se restauró la soberanía nacional.
Asociado con el alza en el poder productivo, existen evidencias de un carácter socioeconómico que testifica la posición intermedia que Japón había alcanzado en 1937 en la escala del desarrollo económico mundial. En la esperanza de vida, los japoneses ya estaban a medio camino de alcanzar a los países occidentales de élite (Estados Unidos principalmente) y ya habían superado a la mayoría de las poblaciones en masa asiáticas como la de China, donde la pobreza, la malnutrición y las enfermedades seguían muy presentes. La mortalidad infantil japonesa cayó a tal grado de ser igual a la de Europa del este y mejor en un 30% a 50% que la tasa que predominó en la mayoría de los países asiáticos.
La formidable armada y marina del país son evidencia del salto económico que dio. El posicionamiento medio en la escala del desarrollo económico es también evidenciado por las relaciones comerciales y de intercambio con el mundo más al final del periodo entre guerras.
Históricamente, el lugar que Japón ocupaba en las tasas mundiales y la ventaja competitiva que desarrolló son un reflejo de todo el proceso de industrialización y sus limitaciones. Antes de la Segunda Guerra Mundial y gracias a la etapa de crecimiento en la que se encontraban los japoneses, se convirtió particularmente difícil el poder encajar a Japón en el espectro clasificatorio usual que comparaba al resto del mundo, en especial en el sector agricultor e industrial.
En 1937, la ortodoxia financiera, que fue establecida por el ex primer ministro Matsukata en los 1880’s y que fue un instrumento importante para mantener la estabilidad de los precios en los años consiguientes, fue abandonada. No hubo gran oposición al cambio pues la mayoría de los conservadores con influencia habían sido asesinados u obligados a modificar su perspectiva bajo la presión de la milicia.
El segundo gran evento de ese año fue la aprobación de leyes que empoderan al gobierno para ejercer poder directamente sobre la economía.
En cuanto la guerra se desató, se aprobaron tres leyes importantes:
- La ley de movilización armamentista, la cual también se aprobó en la Primera Guerra Mundial y se extendió para ser aprovechada en la guerra del Pacífico y la Segunda Guerra Mundial.
- La ley relacionada con medidas temporales para el control de las exportaciones e importaciones para dar al gobierno el poder de manejar estas.
- La ley de ajustes temporales para filtrar capital y crédito a las industrias relacionadas con la guerra y las industrias pesadas y para detener el flujo de industrias no esenciales en ese momento.

La armada no estaba satisfecha con estas medidas únicamente por lo que presionó al gobierno para promulgar la ley de movilización nacional en 1938. Esto no solo beneficiaba al ejército, sino que también le daba poder al gobierno sobre los precios y los salarios. Gracias a todas estas medidas, desde el comienzo del conflicto bélico que duró 7 años, Japón estaba legalmente preparado para adoptar una economía orientada a la guerra.
Gracias a la colaboración con los zaibatsu, Japón comienza a invertir y dedicar grandes partidas presupuestarias a otras industrias, especialmente la militar y la maquinaria de guerra, aunque todavía no es suficiente como para mantenerse eficiente y fuerte ante el conflicto bélico de más de 6 años que se avecinaba.
En las etapas más tempranas de la guerra, el país logró controlar el ritmo de producción con la ocupación de terrenos vastos y proveedores de materia prima y recursos combustibles, recursos que poco a poco empezaron a escasear y preocupando la población con la incógnita de si podrían mantener los suministros necesarios para subsistir en el conflicto.
A principios de los años 40 y en pleno auge de guerra, el nivel de la producción textil se encontraba un 90% más abajo que en su cumbre en 1937. Como resultado, la presencia de la industria pesada en la producción total de Japón se alzó de 50% a 70% en dos años.
Otro desarrollo relevante ocurrió mientras el control gubernamental de la economía se ajustaba. Con el propósito de establecer un control económico más efectivo y obtener mejor optimización de los recursos escasos, el gobierno prefirió hacer tratos solo con un pequeño número de grandes compañías en cada sector industrial. Esta política naturalmente incrementó el poder económico de los zaibatsu.
A pesar de que la producción industrial se mantuvo al alza entre 1943 y 1944, el procuramiento de materias primas para la producción de acero y materiales no-ferrosos se volvió cada vez más complicado.
Para mediados de 1944, Japón ya había agotado su industria y perdido su supremacía naval, por lo que fue excluido de territorios marítimos extranjeros, territorios de donde obtenían una gran parte de la materia prima. Como resultado, la producción de materiales básicos comenzó a declinar dramáticamente.
A principios de 1945 y poco antes de declarar su derrota contra los Aliados, ya había una escasez aguda en aceites y combustibles, bauxita, minerales de hierro y otros materiales esenciales.
Los dos bombarderos atómicos dieron el empuje final para deshacer finalmente la economía ya tambaleante, de tal manera que, para agosto de 1945, la economía estaba en ruinas. Se dio una crisis alimentaria porque no había capital para cultivar alimentos ni mucho menos importarlos. El déficit de todos los bienes se agudizó con la descompostura de la maquinaria para la recolección y distribución de bienes a tarifas fijas. Naturalmente, la derrota y el rendimiento japonés causó una pérdida total en el gobierno y trajo un estado de casi anarquía total. Japón ya no sabía en qué sistema confiar y qué hacer para sobrevivir.
El milagro económico fue el resultado proveniente del Japón post Segunda Guerra Mundial y Alemania Occidental beneficiándose de la Guerra Fría. Ocurrió principalmente gracias al intervencionismo económico del gobierno japonés y en parte gracias a la ayuda y asistencia de los Estados Unidos. Después de la Guerra, Estados Unidos estableció una significativa presencia en Japón para desacelerar la expansión de la influencia soviética en el Pacífico. A Estados Unidos también le preocupaba el crecimiento económico japonés porque existía el riesgo de que la población japonesa de posguerra, infeliz y pobre, se volviese comunista y de esta manera, asegurando el control de la Unión Soviética sobre el Pacífico.
Las características distintivas de la economía japonesa durante los años de esta transición entre la guerra y el milagro económico incluían la cooperación de manufacturas, proveedores, distribuidores y bancos estrechamente unidos a grupos denominados keiretsu (empresas unidas por intereses económicos en el modelo empresarial japonés) y shuntō (la práctica de buenas relaciones con burócratas del gobierno). También estaba la garantía de contratación vitalicia o tenencia (Shūshin koyō) en grandes corporaciones y fábricas obreriles altamente sindicalizadas.

## Época de la posguerra (Milagro Japonés)
Japón fue una nación ocupada a partir del 2 de septiembre de 1945, cuando aceptó la rendición incondicional que le exigían las Naciones Unidas, hasta el 28 de agosto de 1952, cuando 49 países aliados firmaron el tratado de paz con ella. El Japón de la posguerra era una nación devastada, la población japonesa se estaba muriendo de hambre paulatinamente, ya que productos esenciales como el arroz escaseaban. Los Aliados tenían muy presente esta situación caótica y por ello debían actuar inmediatamente. El control de Japón fue puesto a cargo de la Comandancia Suprema de las Potencias Aliadas (SCAP) al mando del General Douglas MacArthur, esto significó que quedó casi exclusivamente bajo la tutela de Estados Unidos y no del resto de los países aliados. La ocupación duró 6 años y 8 meses.
La ocupación de Japón no era solo una ocupación militar, sino un intento completo de remodelar el curso de una nación que, a juicio de los aliados, se había desviado de las políticas y principios de los estados civilizados. Las fuerzas de ocupación de los Aliados serán retiradas del Japón tan pronto como se cumplan estos objetivos, las limitaciones territoriales y la rendición incondicional anunciadas en la Declaración de El Cairo, el desarme completo, la eliminación de los obstáculos al resurgimiento y fortalecimiento de las tendencias democráticas y el establecimiento de la libertad de expresión, religión y pensamiento, así como el respeto a los derechos humanos fundamentales, y se ha establecido de acuerdo con la voluntad libremente expresada del pueblo japonés un gobierno pacíficamente inclinado y responsable.
Las reformas impuestas por la ocupación estadounidense ayudaron a reconstruir y recuperar la destruida nación para finalmente crear la oportunidad de convertirse en la superpotencia económica. Las tres principales políticas de reforma llevadas a cabo por las fuerzas estadounidenses estaban en la disolución de los zaibatsu, la reforma agraria, y la democratización del trabajo.
Las dos primeras medidas fueron implementadas y dirigidas por el secretario del Embajador Joseph Grew, Robert Appleton Fearey, principalmente. La opinión de Fearey era que había tres alternativas, que podían ser seguidas por los Estados Unidos.
- Primero, privar a Japón de toda la capacidad industrial moderna y apartarlo de todo el comercio, esto significa una reversión a una economía predominantemente agrícola.
- En segundo lugar, los Estados Unidos podrían permitir que Japón mantuviera sus industrias ligeras y después le permitirían la reanudación del comercio exterior. Por ende, esto podría significar que Japón sería despojado solo de sus Industrias pesadas, o que también sería privada de su Marina Mercante.
- Tercero, la seguridad contra el resurgimiento de la agresión podría estar asegurada por medidas menos drásticas, con menos interferencia externa en la economía. Bajo este plan, todos los instrumentos de guerra japoneses serían confiscados o destruidos, las industrias de armamento serían desmanteladas o convertidas para producir algún otro producto y, posiblemente, perdería sus fábricas de aviones y astilleros navales. El cumplimiento japonés de estas políticas se lograría a través de un sistema de inspección supervisado internacionalmente.[16]

Aunque Fearey, en el proceso, rechazó firmemente la idea de reducir el comercio exterior o el potencial industrial de Japón, y abogó por una política de asistencia o dirección de la rehabilitación y reforma de la economía japonesa. Fearey entonces se volvió a la cuestión de cómo Japón sería capaz de lograr un nivel de vida tolerable. Dos requisitos previos eran necesarios: 
1. un extenso comercio exterior
2. reforma en la industria y la agricultura, con la intención de seguir desarrollando el mercado interno.

Según su perspectiva, el Japón de la posguerra sería tan dependiente del comercio exterior como lo había sido antes de la guerra. La nación era deficiente en casi todas las materias primas industriales importantes, y su creciente población estaba obligando a Japón a depender cada vez más de importaciones de alimentos. Sin exportaciones pesadas, Japón no sería capaz de comprar las materias primas importadas necesarias para sus industrias ni la comida para alimentar a su gente.
La necesidad de una reforma agraria había sido reconocida desde hace tiempo en Japón, pero poco se había logrado en la preguerra. Además, la difícil situación de la agricultura estaba estrechamente ligada a la superpoblación en los distritos agrícolas. Por ello, consideró que esto solo podía subsanarse mediante el desarrollo de un mercado para la mano de obra industrial. Hasta que el sector manufacturero de la economía pudiera expandirse lo suficientemente para absorber el exceso de oferta de mano de obra, poco se podría hacer para resolver este problema en el sector agrícola japonés.
Fearey entonces se volvió al problema de lo que él llamó control de monopolio en la industria, el comercio y las finanzas. Sin embargo, todavía no llegaba a una deliberación de lo que se podía hacer para lidiar con el zaibatsu. Él apuntaba que el zaibatsu controlaba aproximadamente el setenta por ciento de la industria y el comercio de Japón, así como el treinta y tres por ciento de los depósitos en los bancos comerciales, setenta por ciento de todos los depósitos en fideicomiso, y veinticinco por ciento de todos los fondos de seguros. Además, La industria japonesa no sufriría una pérdida de eficiencia si estas grandes compañías desaparecieran, Fearey razonó que los resultados de romper el zaibatsu serían beneficiosos. Además, MacArthur estaba decidido a construir un Japón fuerte que no se convertiría en un satélite soviético. También creía que el poder económico debía ser descentralizado para evitar el resurgimiento de las ambiciones coloniales de Japón. En consecuencia, emprendió reformas radicales retomando las principales medidas.
Posiblemente desde el punto de vista de los japoneses, la derrota tomó un claro significado: si los estadounidenses habían ganado la guerra, debía de ser que eran los mejores del mundo, y lo mejor no debía ser odiado sino imitado. Japón utilizó la imitación después de la guerra, bien y rápido, tal vez porque la imitación es más fácil y usualmente más barata que la invención, Japón cerró la brecha tecnológica con Europa y Estados Unidos muy rápidamente. Los japoneses deberían estar orgullosos de este logro. Cualquiera puede desmontar una máquina de la última tecnología de la vendimia, pero pocos pueden descubrir su estructura y replicar el original hasta el punto de hacer una máquina aun mejor. Para ello, se necesita un capital humano adecuado, que solo puede obtenerse con esfuerzo, sacrificio y resiliencia, todo lo cual el pueblo del Japón suministró.
Por último, en cuanto a factores políticos internos, hay dos estrategias políticas que condujeron a un rápido crecimiento. La primera era la doctrina Yoshida que tenía como objetivo establecer la reconstrucción económica y el desarrollo como objetivos inmediatos de la nación mientras que el ahorro en gastos militares, dejando la defensa al ejército estadounidense. La segunda era el Plan Ikeda que tenía como objetivo duplicar los ingresos obtenidos por los trabajadores japoneses y establecer un alto nivel de vida de la época de 1961 a 1970. Además del factor político con la organización MITI que estaba enfocado para el crecimiento de las industrias del acero, construcción naval, productos químicos, y maquinaria. Todas las fuentes señalan que la clave para la recuperación fue el auge de las exportaciones de automóviles, productos electrónicos y otros productos, que crecieron mucho más rápidamente que las importaciones. Entre 1948 y 1972 (un período de 25 años), el ingreso per cápita de Japón creció a una tasa anual promedio de 8,2 por ciento, en términos reales.
A partir de allí, la nación comenzó a tomar sus propias riendas y al cabo de pocos años la posicionaron dentro de las naciones más ricas. Japón alcanzó un notable crecimiento económico entre 1956 y 1973, un logro ampliamente conocido como el milagro japonés. La tasa media anual de crecimiento del producto interno bruto. Por trabajador en Japón en este momento fue alrededor de tres veces mayor que en los Estados Unidos.  El milagro japonés es un fenómeno económico sin precedentes, pero no se hubiera logrado sin la intervención estadounidense y soporte europeo, además fue una consecuencia de la apertura internacional de Japón junto con el apoyo financiero de Estados Unidos para desarrollar el capitalismo japonés. Durante toda la época de la posguerra, la economía japonesa aumentó 55 veces. Hacia el final de este periodo, Japón representaba aproximadamente el 10 por ciento de la actividad económica mundial. Independientemente de si o no se quiere llamar a este logro un milagro, es sin duda un desarrollo sorprendente que vale la pena profundizar.